# 小行星8702
小行星8702（英語：8702 Nakanishi）是一颗围绕太阳公转的小行星。1993年11月14日，平沢正規、鈴木正平在Nyukasa发现了此天体。
这颗小行星的绝对星等为197.16904等。